# TourRadar
Die TourRadar GmbH ist ein im Jahr 2010 gegründetes österreichisches Unternehmen mit Hauptsitz in Wien, das die Website tourradar.com zur Buchung von mehrtägigen Rundreisen betreibt. TourRadar nimmt nach eigenen Angaben eine Vorreiterrolle in der Digitalisierung der Erlebnisreisebranche ein.

## Produkte
Die Plattform bietet die Möglichkeit, Rundreisen zu suchen, zu vergleichen und direkt online zu buchen. Mittels Filtersystem kann dabei nach Reisedatum, Dauer, Preis, Gruppenart und -größe sowie Destinationen, Unterkunftsart, Fitnesslevel und Reiseveranstaltern gefiltert werden. Das Unternehmen arbeitet mit mehr als 2.000 Reiseveranstaltern zusammen und hat über 40.000 Reisen in über 200 Ländern im Programm. Das Portfolio umfasst Kulturreisen, Abenteuerreisen, Flusskreuzfahrten, Wander- & Trekkingreisen, Safaris und weitere Reisestile.

## Geschichte
TourRadar wurde 2010 von den australischen Brüdern Travis und Shawn Pittman gegründet, nachdem sie zuvor mit Bugbitten eine Plattform zum Kennenlernen von Reisenden ins Leben gerufen hatten.
Im Juni 2013 erhielt TourRadar eine Finanzierung von Business Angels, wie Erik Blachford, ehemaliger CEO von Expedia.
Im Mai 2014 erschien TourRadar in Österreichs Version von Die Höhle der Löwen, "2 Minuten, 2 Millionen" und sicherte sich 300.000 €. Im März desselben Jahres wurde Nicholas Trieb, Mitgründer von Tripwolf, als COO ins Team geholt.
Im September 2015 trat TourRadar in Nordamerika ein und eröffnete ein Büro in Toronto, Kanada. Christian Wolters, ehemaliger VP für Vertrieb und Marketing bei Intrepid Travel, wurde zum Geschäftsführer des Unternehmens in Nordamerika.
Im Mai 2016 sammelte TourRadar 6 Millionen US-Dollar als Teil seiner Series-A-Finanzierung. Im September desselben Jahres kündigte das Unternehmen an, dass es Flusskreuzfahrten in sein Portfolio aufnehme.
Im Oktober 2017 gab TourRadar bekannt, dass es eine Series-B-Finanzierung in Höhe von 10 Millionen Dollar abgeschlossen habe. Später wurde TourRadar vom Magazin Trend zu einem der Top-3-Start-ups in Österreich ernannt.
Im Juni 2018 schloss TourRadar Series-C-Finanzierungen in Höhe von 50 Millionen Dollar ab. Diese wurde vom Venture Capital TCV aus dem Silicon Valley angeführt, das zuvor Expedia und Airbnb unterstützt hatte. Bestehende Investoren, wie Speedinvest, Cherry Ventures, Endeit Capital und Hoxton Ventures, waren ebenfalls an dieser Finanzierungsrunde beteiligt. Im November wurde das Unternehmen vom Magazin Trend als Österreichs bestes Start-up des Jahres ausgezeichnet.
Im Februar 2019 startete TourRadar einen Wettbewerb namens Tour the World, bei dem zwei fremde Personen 50 Tage lang gemeinsam um die Welt reisten. Die Gewinner ließen ihre Erlebnisse von einem Filmteam dokumentieren, während sie fünf verschiedene Kontinente bereisten.
Seit November 2020 wird TourRadar auch in deutscher Sprache angeboten, um den deutschsprachigen Reisemarkt zu erschließen.
Im Dezember 2021 startete TourRadar eine Reisebüro-Plattform, die es Reiseberatern ermöglicht sämtliche Reisen einzusehen und zu vermitteln.

## Standorte
TourRadar hat Büros in Brisbane (Australien), Wien (Österreich) und Toronto (Kanada).